# 中村温姫
中村 温姫（なかむら あつき、6月15日 - ）は、日本の女性声優。埼玉県出身。HIGH PINE所属。

## 略歴
『NARUTO -ナルト-』に夢中になってから声優という仕事を知り、11・12歳頃にアニメ雑誌で声優養成所の存在を知ったことから14歳頃に若くても入れる養成所に入所した。
2023年7月31日まではEARLY WINGに所属していた。同年8月1日からDigital Doubleへ移籍した。2024年5月12日をもってDigital Doubleを退所し、フリー期間を経て、
同年7月22日よりHIGH PINEに所属している。

## 人物
趣味・特技として華道・茶道・タロット占いを挙げている。高校時代には茶道部に所属し、茶道裏千家初級を取得している。親が看護師だったことから中村自身も高校は看護や養護教諭の免許が取れるコースに通っていたが、3年時に声優事務所への所属が決まりそうだったために大学へは進学していない。
幼少期からおばあちゃん子で、祖母の作った大根の味噌汁が好物。おばあちゃん子だったり茶道部に所属していたりしたことから、和の食べ物を好む。また、祖母が柴犬を飼っていたことから、好きな動物はイヌ。ほか、小学生の頃に『とっとこハム太郎』を観ていたことからハムスターも好きであるが、実際に飼ったことはない。
霊感が強くまたそれを自負している。
野球知識検定6級を取得している。大の野球ファンであり、推し球団は読売ジャイアンツ。自身の家系が代々巨人ファンだったという。その他に、秘書検定2級の資格も持っている。
好きな言葉は「一期一会」。
もともと歌を歌うことや人前に出ることが好きで、歌やダンスを披露するライブへの出演は「すごく楽しい」と答えている。ただし、自身のライブではなくあくまでも演じているキャラクターとして舞台上に立つという意識を大事にしており、中村自身であると感じさせないためのモチベーションや、曲に対するキャラクターとしての掘り下げ方などについては「結構大変かなと思います」と語っている。

## 出演
太字はメインキャラクター。

### テレビアニメ
- しろくまカフェ（2013年、ヤマアラシファンクラブ[15]）
- 三者三葉（2016年、女子F[16]）
- B-PROJECT〜絶頂*エモーション〜（2019年、女子高生）
- アイドルマスター ミリオンライブ!（2023年、ロコ[17]）
- ボールパークでつかまえて!（2025年、清水ほたる[18][19]）

### Webアニメ
- 学生探偵ふーかちゃん!（2020年、下田亜美、メイ 他）

### ゲーム
2011年
- 魔界戦記ディスガイア4（時空の渡し人）

2013年
- アイドルマスター ミリオンライブ!（2013年 - 2017年、ロコ〈伴田路子〉）

2015年
- Diss World（シラヌイ、アラディア）
- 魔壊神トリリオン（看板娘）
- レーシング娘。（2015年 - 2016年、浪花輝子、弁辺ヴァルトラウト、田井 レル）
- 輝星のリベリオン（2015年 - 2017年、赤ずきん、ウカノミタマ、山本八重）
- 創作アリスと王子さま！
- 閃乱カグラ ESTIVAL VERSUS -少女達の選択-

2016年
- 刻のイシュタリア（キルニス、シアナ）
- ウチの姫さまがいちばんカワイイ（折原蝶々）
- 白猫プロジェクト（イルマ）
- UPPERS

2017年
- アイドルマスター ミリオンライブ! シアターデイズ（2017年 - 2024年、ロコ〈伴田路子〉）
- 天空のクラフトフリート（2017年 - 2020年、ローサ、レイリー）

2020年
- 夜、灯す
- 神獄塔 メアリスケルターFinale（メアリー）
- 野生少女（イングリッド、カミリア）

2021年
- 四ツ目神 -再会-（クロ）
- アイドルマスター ポップリンクス（ロコ）

2024年
- 逆転オセロニア（エルナ）

### 吹き替え
- 奇襲戦線 ナチス弾道ミサイルを破壊せよ! 前編 / 後編 （2012年、カティア）

### デジタルコミック
- GTO（2012年）
- クロサギ（2014年）
- 僕の初恋をキミに捧ぐ（2014年）
- 一礼して、キス（2017年、三神奈智）
- 明日からは清楚さん（2021年、灯里[30]）
- ハタチまでになんとかシたい（2021年、本庄ミキ[31]）
- お湯でほころぶ雪芽先輩（2021年、温美めぐり[32]）

### ドラマCD
- アイドルマスター ミリオンライブ！ シリーズ（2015年 - 、ロコ〈伴田路子〉）
- ラストピリオド -巡りあう螺旋の物語- 六大国の休日（2020年、小人さん[33]）

### ASMR
- ゼロ距離いちゃらぶ新婚生活～元メイドな新妻のとろけるぐらいにイチャつきご奉仕～（2021年、相模入花）

### 映像商品
- THE IDOLM@STER MILLION LIVE! 3rdLIVE TOUR BELIEVE MY DRE@M!! LIVE Blu-ray 05@FUKUOKA（2017年）[34]
- THE IDOLM@STER MILLION LIVE! 4thLIVE TH@NK YOU for SMILE! LIVE Blu-ray（2018年）[35]
- THE IDOLM@STER 765 MILLIONSTARS HOTCHPOTCH FESTIV@L!! LIVE Blu-ray[36]
- THE IDOLM@STER MILLION LIVE! 5thLIVE BRAND NEW PERFORM@NCE!!! LIVE Blu-ray（2019年）[37]
- THE IDOLM@STER MILLION LIVE! 6thLIVE TOUR UNI-ON@IR!!!! LIVE Blu-ray Fairy STATION @FUKUOKA（2020年）[38]
- THE IDOLM@STER MILLION LIVE! 6thLIVE TOUR UNI-ON@IR!!!! SPECIAL LIVE Blu-ray（2020年）[39]
- THE IDOLM@STER MILLION LIVE! 7thLIVE Q@MP FLYER!!! Reburn LIVE Blu-ray DAY2（2022年）[40][41][42]
- THE IDOLM＠STER MILLION LIVE! 8thLIVE Twelw@ve LIVE Blu-ray DAY2（2022年）[43][44]
- THE IDOLM@STER M@STERS OF IDOL WORLD!!!!! 2023 Blu-ray PERFECT BOX!!!!!（2023年）[45]
- THE IDOLM@STER MILLION LIVE! 9thLIVE ChoruSp@rkle!! LIVE Blu-ray DAY2（2024年）[46][47]
- THE IDOLM@STER MILLION LIVE! 10thLIVE TOUR Act-1 H@PPY 4 YOU! LIVE Blu-ray（2024年）[48]

### パチンコ・パチスロ
- Pフィーバー アイドルマスター ミリオンライブ!（2021年、ロコ[49]）
- パチスロ アイドルマスター ミリオンライブ!（2021年、ロコ[50]）

### 舞台
- 青空メロディーズ～We are baseball girls!!～（2024年2月1日 - 2月4日、大塚・萬劇場） - 内海汐里 役[51]
- 青空メロディーズ〜2nd melody〜（2024年7月24日 - 7月28日、新宿村LIVE） - 内海汐里 役[52]
- 青空メロディーズ〜Last melody〜（2025年7月24-27日）（CBGKシブゲキ‼）- 内海汐里 役[53]

## ディスコグラフィ

### キャラクターソング
| 発売日   | 商品名                                                                            | 歌 | 楽曲                                                                                              | 備考                                                                   |
| 2013年   | 2013年                                                                            | 2013年 | 2013年                                                                                            | 2013年                                                                 |
| -------- | --------------------------------------------------------------------------------- | --- | ------------------------------------------------------------------------------------------------- | ---------------------------------------------------------------------- |
| 4月24日  | THE IDOLM@STER LIVE THE@TER PERFORMANCE 01 Thank You!                             | 765 MILLIONSTARS | 「Thank You!」                                                                                    | ゲーム『アイドルマスター ミリオンライブ！』テーマソング                |
| 4月24日  | THE IDOLM@STER LIVE THE@TER PERFORMANCE 01 Thank You!                             | 765THEATER ALLSTARS | 「Thank You!」                                                                                    | ゲーム『アイドルマスター ミリオンライブ！』テーマソング                |
| 2014年   |                                                                                   | |                                                                                                   |                                                                        |
| 3月26日  | THE IDOLM@STER LIVE THE@TER PERFORMANCE 12                                        | ロコ（中村温姫） | 「IMPRESSION→LOCOMOTION!」                                                                        | ゲーム『アイドルマスター ミリオンライブ！』関連曲                      |
| 3月26日  | THE IDOLM@STER LIVE THE@TER PERFORMANCE 12                                        | 萩原雪歩（浅倉杏美）、周防桃子（渡部恵子）、二階堂千鶴（野村香菜子）、ロコ（中村温姫） | 「ココロがかえる場所」                                                                            | ゲーム『アイドルマスター ミリオンライブ！』関連曲                      |
| 2015年   |                                                                                   | |                                                                                                   |                                                                        |
| 3月25日  | THE IDOLM@STER LIVE THE@TER HARMONY 10                                            | ARRIVE | 「STANDING ALIVE」 「Welcome!!」                                                                  | ゲーム『アイドルマスター ミリオンライブ！』関連曲                      |
| 3月25日  | THE IDOLM@STER LIVE THE@TER HARMONY 10                                            | ロコ（中村温姫） | 「STEREOPHONIC ISOTONIC」                                                                         | ゲーム『アイドルマスター ミリオンライブ！』関連曲                      |
| 9月30日  | THE IDOLM@STER LIVE THE@TER DREAMERS 01 Dreaming!                                 | 765 MILLIONSTARS | 「Welcome!!」                                                                                     | ゲーム『アイドルマスター ミリオンライブ！』関連曲                      |
| 2016年   |                                                                                   | |                                                                                                   |                                                                        |
| 1月27日  | THE IDOLM@STER LIVE THE@TER DREAMERS 05                                           | 木下ひなた（田村奈央）、四条貴音（原由実）、豊川風花（末柄里恵）、野々原茜（小笠原早紀）、双海亜美（下田麻美）、松田亜利沙（村川梨衣）、三浦あずさ（たかはし智秋）、百瀬莉緒（山口立花子）、横山奈緒（渡部優衣）、 ロコ（中村温姫） | 「Dreaming!」                                                                                     | ゲーム『アイドルマスター ミリオンライブ！』関連曲                      |
| 1月27日  | THE IDOLM@STER LIVE THE@TER DREAMERS 05                                           | 野々原茜（小笠原早紀）、ロコ（中村温姫） | 「fruity love」                                                                                   | ゲーム『アイドルマスター ミリオンライブ！』関連曲                      |
| 1月30日  | THE IDOLM@STER LIVE THE@TER SOLO COLLECTION Vo.03 Visual Edition                  | ロコ（中村温姫） | 「fruity love」                                                                                   | ゲーム『アイドルマスター ミリオンライブ！』関連曲                      |
| 9月7日   | THE IDOLM@STER THE@TER ACTIVITIES 01                                              | 七尾百合子（伊藤美来）、天空橋朋花（小岩井ことり）、箱崎星梨花（麻倉もも）、松田亜利沙（村川梨衣）、ロコ（中村温姫） | 「創造は始まりの風を連れて」 「DIAMOND DAYS」                                                     | ゲーム『アイドルマスター ミリオンライブ！』関連曲                      |
| 12月7日  | THE IDOLM@STER LIVE THE@TER FORWARD 01 Sunshine Rhythm                            | レオ | 「ゲキテキ！ムテキ！恋したい！」                                                                  | ゲーム『アイドルマスター ミリオンライブ！』関連曲                      |
| 12月7日  | THE IDOLM@STER LIVE THE@TER FORWARD 01 Sunshine Rhythm                            | Sunshine Rhythm | 「サンリズム・オーケストラ♪」                                                                     | ゲーム『アイドルマスター ミリオンライブ！』関連曲                      |
| 2017年   |                                                                                   | |                                                                                                   |                                                                        |
| 3月9日   | THE IDOLM@STER LIVE THE@TER SOLO COLLECTION 04 Sunshine Theater                   | ロコ（中村温姫） | 「STANDING ALIVE」                                                                                | ゲーム『アイドルマスター ミリオンライブ！』関連曲                      |
| 7月26日  | THE IDOLM@STER MILLION THE@TER GENERATION 01 Brand New Theater!                   | 765 MILLION ALLSTARS | 「Brand New Theater!」                                                                            | ゲーム『アイドルマスター ミリオンライブ！ シアターデイズ』テーマソング |
| 7月26日  | THE IDOLM@STER MILLION THE@TER GENERATION 01 Brand New Theater!                   | 765 MILLION ALLSTARS | 「Dreaming!」                                                                                     | ゲーム『アイドルマスター ミリオンライブ！ シアターデイズ』関連曲       |
| 11月22日 | THE IDOLM@STER MILLION THE@TER GENERATION 02 フェアリースターズ                   | フェアリースターズ | 「Brand New Theater!」                                                                            | ゲーム『アイドルマスター ミリオンライブ！ シアターデイズ』関連曲       |
| 12月6日  | THE IDOLM@STER MILLION LIVE! M@STER SPARKLE 04                                    | ロコ（中村温姫） | 「ART NEEDS HEART BEATS」                                                                         | ゲーム『アイドルマスター ミリオンライブ！ シアターデイズ』関連曲       |
| 2018年   |                                                                                   | |                                                                                                   |                                                                        |
| 4月4日   | THE IDOLM@STER MILLION LIVE! M@STER SPARKLE 08                                    | 765 MILLION ALLSTARS | 「Brand New Theater!」                                                                            | ゲーム『アイドルマスター ミリオンライブ！ シアターデイズ』関連曲       |
| 6月1日   | THE IDOLM@STER LIVE THE@TER SOLO COLLECTION 06 フェアリースターズ                 | ロコ（中村温姫） | 「ゲキテキ！ムテキ！恋したい！」                                                                  | ゲーム『アイドルマスター ミリオンライブ！』関連曲                      |
| 8月29日  | THE IDOLM@STER MILLION THE@TER GENERATION 11 UNION!!                              | 765 MILLION ALLSTARS | 「UNION!!」 「Welcome!!」                                                                         | ゲーム『アイドルマスター ミリオンライブ！ シアターデイズ』関連曲       |
| 2019年   |                                                                                   | |                                                                                                   |                                                                        |
| 3月27日  | THE IDOLM@STER MILLION THE@TER GENERATION 15 Jelly PoP Beans                      | Jelly PoP Beans | 「月曜日のクリームソーダ」 「I did+I will」                                                       | ゲーム『アイドルマスター ミリオンライブ！ シアターデイズ』関連曲       |
| 4月26日  | THE IDOLM@STER LIVE THE@TER SOLO COLLECTION 07 フェアリースターズ                 | ロコ（中村温姫） | 「月曜日のクリームソーダ」                                                                        | ゲーム『アイドルマスター ミリオンライブ！ シアターデイズ』関連曲       |
| 7月24日  | THE IDOLM@STER MILLION THE@TER WAVE 01 Flyers!!!                                  | 765 MILLION ALLSTARS | 「Flyers!!!」                                                                                     | ゲーム『アイドルマスター ミリオンライブ！ シアターデイズ』関連曲       |
| 8月28日  | THE IDOLM@STER MILLION THE@TER WAVE 02 Chrono-Lexica                              | Chrono-Lexica | 「dans l‘obscurité」 「囚われのTea Time」                                                         | ゲーム『アイドルマスター ミリオンライブ！ シアターデイズ』関連曲       |
| 2020年   |                                                                                   | |                                                                                                   |                                                                        |
| 8月26日  | THE IDOLM@STER MILLION THE@TER WAVE 10 Glow Map                                   | 765 MILLION ALLSTARS | 「Glow Map」                                                                                      | ゲーム『アイドルマスター ミリオンライブ！ シアターデイズ』関連曲       |
| 2021年   |                                                                                   | |                                                                                                   |                                                                        |
| 5月22日  | THE IDOLM@STER LIVE THE@TER SOLO COLLECTION 08 Fairy Stars                        | ロコ（中村温姫） | 「サンリズム・オーケストラ♪」                                                                     | ゲーム『アイドルマスター ミリオンライブ！ シアターデイズ』関連曲       |
| 7月28日  | THE IDOLM@STER MILLION THE@TER SEASON Harmony 4 You                               | 765 MILLION ALLSTARS | 「Harmony 4 You」                                                                                 | ゲーム『アイドルマスター ミリオンライブ！ シアターデイズ』関連曲       |
| 7月28日  | THE IDOLM@STER MILLION THE@TER SEASON Harmony 4 You                               | フェアリースターズ | 「EVERYDAY STARS!!」                                                                              | ゲーム『アイドルマスター ミリオンライブ！ シアターデイズ』関連曲       |
| 2022年   |                                                                                   | |                                                                                                   |                                                                        |
| 2月12日  | THE IDOLM@STER LIVE THE@TER SOLO COLLECTION 09 Fairy Stars                        | ロコ（中村温姫） | 「dans l'obscurité」                                                                              | ゲーム『アイドルマスター ミリオンライブ！ シアターデイズ』関連曲       |
| 2月23日  | THE IDOLM@STER MILLION THE@TER SEASON CLEVER CLOVER                               | 箱崎星梨花（麻倉もも）、三浦あずさ（たかはし智秋）、ロコ（中村温姫）、高坂海美（上田麗奈） | 「産声とクラブ」                                                                                  | ゲーム『アイドルマスター ミリオンライブ！ シアターデイズ』関連曲       |
| 2月23日  | THE IDOLM@STER MILLION THE@TER SEASON CLEVER CLOVER                               | CLEVER CLOVER | 「Shamrock Vivace」 「Harmony 4 You」                                                             | ゲーム『アイドルマスター ミリオンライブ！ シアターデイズ』関連曲       |
| 4月27日  | THE IDOLM@STER MILLION LIVE! M@STER SPARKLE2 06                                   | ロコ（中村温姫） | 「わたしルネサンス」                                                                              | ゲーム『アイドルマスター ミリオンライブ！ シアターデイズ』関連曲       |
| 7月27日  | THE IDOLM@STER MILLION THE@TER SEASON 夢にかけるRainbow                           | 765 MILLION ALLSTARS | 「夢にかけるRainbow」                                                                             | ゲーム『アイドルマスター ミリオンライブ！ シアターデイズ』関連曲       |
| 7月27日  | THE IDOLM@STER MILLION THE@TER SEASON 夢にかけるRainbow                           | フェアリースターズ | 「夢にかけるRainbow」                                                                             | ゲーム『アイドルマスター ミリオンライブ！ シアターデイズ』関連曲       |
| 12月14日 | THE IDOLM@STER MILLION THE@TER VARIETY 02                                         | 765 MILLION ALLSTARS | 「Brand New Theater! 〜Brand New Year Ver.〜」                                                    | ゲーム『アイドルマスター ミリオンライブ！ シアターデイズ』関連曲       |
| 2023年   |                                                                                   | |                                                                                                   |                                                                        |
| 1月14日  | THE IDOLM@STER LIVE THE@TER SOLO COLLECTION 11 Fairy Stars                        | ロコ（中村温姫） | 「創造は始まりの風を連れて」                                                                      | ゲーム『アイドルマスター ミリオンライブ！ シアターデイズ』関連曲       |
| 2月22日  | THE IDOLM@STER MILLION THE@TER SEASON FINAL                                       | 田中琴葉（種田梨沙）、ロコ（中村温姫）、周防桃子（渡部恵子）、二階堂千鶴（野村香菜子）、宮尾美也（桐谷蝶々） | 「サウンド・オブ・ビギニング」                                                                    | ゲーム『アイドルマスター ミリオンライブ！ シアターデイズ』関連曲       |
| 3月23日  | THE IDOLM@STER 765 MILLION ALLSTARS BEST                                          | 765 MILLION ALLSTARS | 「Thank You!（765 MILLION ALLSTARS ver.）」 「夢にかけるRainbow（Brand New Ver.）」 「Crossing!」 | ゲーム『アイドルマスター ミリオンライブ！ シアターデイズ』関連曲       |
| 3月23日  | THE IDOLM@STER LIVE THE@TER BEST                                                  | Sunshine Rhythm | 「サンリズム・オーケストラ♪（Brand New Ver.）」                                                   | ゲーム『アイドルマスター ミリオンライブ！ シアターデイズ』関連曲       |
| 4月22日  | THE IDOLM@STER LIVE THE@TER SOLO COLLECTION 12 Fairy Stars                        | ロコ（中村温姫） | 「Shamrock Vivace」                                                                               | ゲーム『アイドルマスター ミリオンライブ！ シアターデイズ』関連曲       |
| 7月26日  | THE IDOLM@STER MILLION LIVE! グッドサイン                                         | 765 MILLION ALLSTARS | 「グッドサイン」                                                                                  | ゲーム『アイドルマスター ミリオンライブ！ シアターデイズ』関連曲       |
| 7月26日  | THE IDOLM@STER MILLION LIVE! グッドサイン                                         | フェアリースターズ | 「グッドサイン」                                                                                  | ゲーム『アイドルマスター ミリオンライブ！ シアターデイズ』関連曲       |
| 8月23日  | THE IDOLM@STER MILLION ANIMATION THE@TER『Rat A Tat!!!』                          | MILLIONSTARS | 「Rat A Tat!!!」                                                                                  | テレビアニメ『アイドルマスター ミリオンライブ！』オープニングテーマ    |
| 8月23日  | THE IDOLM@STER MILLION ANIMATION THE@TER『Rat A Tat!!!』                          | MILLIONSTARS | 「セブンカウント」                                                                                | テレビアニメ『アイドルマスター ミリオンライブ！』イメージソング        |
| 9月20日  | THE IDOLM@STER MILLION ANIMATION THE@TER MILLIONSTARS Team4th『catch my feeling』 | MILLIONSTARS Team4th | 「catch my feeling」                                                                              | テレビアニメ『アイドルマスター ミリオンライブ！』挿入歌                |
| 2024年   |                                                                                   | |                                                                                                   |                                                                        |
| 1月31日  | THE IDOLM@STER MILLION C@STING 02 エンダーエンダー                                | 北上麗花（平山笑美）、舞浜歩（戸田めぐみ）、ロコ（中村温姫）、伊吹翼（Machico）、箱崎星梨花（麻倉もも） | 「エンダーエンダー」                                                                              | ゲーム『アイドルマスター ミリオンライブ！ シアターデイズ』関連曲       |
| 2月21日  | THE IDOLM@STER MILLION ANIMATION THE@TER START THE DREAM                          | MILLIONSTARS | 「REFRAIN REL@TION」 「Brand New Theater!」                                                       | テレビアニメ『アイドルマスター ミリオンライブ！』挿入歌                |
| 2月21日  | THE IDOLM@STER MILLION ANIMATION THE@TER START THE DREAM                          | MILLIONSTARS | 「Thank You!（Acoustic ver.）」                                                                   | テレビアニメ『アイドルマスター ミリオンライブ！』挿入歌                |
| 2月23日  | アイドルマスター ミリオンライブ！ BD 特装版第2巻 特典CD                           | MILLIONSTARS Team4th | 「Rat A Tat!!!」                                                                                  | テレビアニメ『アイドルマスター ミリオンライブ！』関連曲                |
| 7⽉31⽇  | THE IDOLM@STER MILLION LIVE! 7Days A Week!!                                       | 765 MILLION ALLSTARS | 「7Days A Week!!」 「DIAMOND DAYS」                                                               | ゲーム『アイドルマスター ミリオンライブ！ シアターデイズ』関連曲       |
| 7⽉31⽇  | THE IDOLM@STER MILLION LIVE! 7Days A Week!!                                       | 北上麗花（平山笑美）、舞浜歩（戸田めぐみ）、ロコ（中村温姫）、伊吹翼（Machico）、箱崎星梨花（麻倉もも） | 「DIAMOND DAYS」                                                                                  | ゲーム『アイドルマスター ミリオンライブ！ シアターデイズ』関連曲       |
| 7⽉31⽇  | THE IDOLM@STER LIVE THE@TER SOLO COLLECTION 「DIAMOND DAYS」 FAIRY STARS          | ロコ（中村温姫） | 「DIAMOND DAYS」                                                                                  | ゲーム『アイドルマスター ミリオンライブ！ シアターデイズ』関連曲       |
| 2025年   |                                                                                   | |                                                                                                   |                                                                        |
| 2月26日  | THE IDOLM@STER MILLION THE@TER VARIETY 06                                         | 二階堂千鶴（野村香菜子）、桜守歌織（香里有佐）、島原エレナ（角元明日香）、箱崎星梨花（麻倉もも）、ロコ（中村温姫） | 「Pomegranate」                                                                                   | ゲーム『アイドルマスター ミリオンライブ！ シアターデイズ』関連曲       |

### その他参加楽曲
| 発売日        | 商品名                                       | 歌                         | 楽曲 | 備考 |
| ------------- | -------------------------------------------- | -------------------------- | --- | ---- |
| 2013年4月17日 | いつも口ずさんでた歌を合唱でカヴァーしてみた | フェイバリットソング合唱団 | 「フェイバリットソング合唱団のテーマ」 「CMソングメドレー」 「あなたに」 「キセキ」 「情熱の薔薇」 「空も飛べるはず」 「未来予想図II」 「M」 「フェイバリットソング合唱団エンディング」 |      |

### ユニットメンバー
1. 1 2  天海春香（中村繪里子）、春日未来（山崎はるか）、如月千早（今井麻美）、木下ひなた（田村奈央）、四条貴音（原由実）、ジュリア（愛美）、高山紗代子（駒形友梨）、田中琴葉（種田梨沙）、天空橋朋花（小岩井ことり）、箱崎星梨花（麻倉もも）、松田亜利沙（村川梨衣）、三浦あずさ（たかはし智秋）、水瀬伊織（釘宮理恵）、最上静香（田所あずさ）、望月杏奈（夏川椎菜）、矢吹可奈（木戸衣吹）、エミリー スチュアート（郁原ゆう）、大神環（稲川英里）、我那覇響（沼倉愛美）、菊地真（平田宏美）、北上麗花（平山笑美）、高坂海美（上田麗奈）、佐竹美奈子（大関英里）、島原エレナ（角元明日香）、高槻やよい（仁後真耶子）、永吉昴（斉藤佑圭）、野々原茜（小笠原早紀）、馬場このみ（髙橋ミナミ）、福田のり子（浜崎奈々）、舞浜歩（戸田めぐみ）、真壁瑞希（阿部里果）、百瀬莉緒（山口立花子）、横山奈緒（渡部優衣）、秋月律子（若林直美）、伊吹翼（Machico）、北沢志保（雨宮天）、篠宮可憐（近藤唯）、周防桃子（渡部恵子）、徳川まつり（諏訪彩花）、所恵美（藤井ゆきよ）、豊川風花（末柄里恵）、中谷育（原嶋あかり）、七尾百合子（伊藤美来）、二階堂千鶴（野村香菜子）、萩原雪歩（浅倉杏美）、ロコ（中村温姫）、双海亜美 / 真美（下田麻美）、星井美希（長谷川明子）、宮尾美也（桐谷蝶々）
2. 1 2  春日未来（山崎はるか）、木下ひなた（田村奈央）、ジュリア（愛美）、高山紗代子（駒形友梨）、田中琴葉（種田梨沙）、天空橋朋花（小岩井ことり）、箱崎星梨花（麻倉もも）、松田亜利沙（村川梨衣）、最上静香（田所あずさ）、望月杏奈（夏川椎菜）、矢吹可奈（木戸衣吹）、エミリー スチュアート（郁原ゆう）、大神環（稲川英里）、北上麗花（平山笑美）、高坂海美（上田麗奈）、佐竹美奈子（大関英里）、島原エレナ（角元明日香）、永吉昴（斉藤佑圭）、野々原茜（小笠原早紀）、馬場このみ（髙橋ミナミ）、福田のり子（浜崎奈々）、舞浜歩（戸田めぐみ）、真壁瑞希（阿部里果）、百瀬莉緒（山口立花子）、横山奈緒（渡部優衣）、伊吹翼（Machico）、北沢志保（雨宮天）、篠宮可憐（近藤唯）、周防桃子（渡部恵子）、徳川まつり（諏訪彩花）、所恵美（藤井ゆきよ）、豊川風花（末柄里恵）、中谷育（原嶋あかり）、七尾百合子（伊藤美来）、二階堂千鶴（野村香菜子）、ロコ（中村温姫）、宮尾美也（桐谷蝶々）
3. ↑  篠宮可憐（近藤唯）、四条貴音（原由実）、島原エレナ（角元明日香）、百瀬莉緒（山口立花子）、ロコ（中村温姫）
4. ↑  島原エレナ（角元明日香）、中谷育（原嶋あかり）、ロコ（中村温姫）
5. ↑  伊吹翼（Machico）、エミリー スチュアート（郁原ゆう）、木下ひなた（田村奈央）、佐竹美奈子（大関英里）、島原エレナ（角元明日香）、中谷育（原嶋あかり）、福田のり子（浜崎奈々）、望月杏奈（夏川椎菜）、百瀬莉緒（山口立花子）、矢吹可奈（木戸衣吹）、横山奈緒（渡部優衣）、ロコ（中村温姫）
6. ↑  天海春香（中村繪里子）、如月千早（今井麻美）、星井美希（長谷川明子）、萩原雪歩（浅倉杏美）、高槻やよい（仁後真耶子）、菊地真（平田宏美）、水瀬伊織（釘宮理恵）、四条貴音（原由実）、秋月律子（若林直美）、三浦あずさ（たかはし智秋）、双海亜美 / 真美（下田麻美）、我那覇響（沼倉愛美）、春日未来（山崎はるか）、最上静香（田所あずさ）、伊吹翼（Machico）、島原エレナ（角元明日香）、佐竹美奈子（大関英里）、所恵美（藤井ゆきよ）、徳川まつり（諏訪彩花）、箱崎星梨花（麻倉もも）、野々原茜（小笠原早紀）、望月杏奈（夏川椎菜）、ロコ（中村温姫）、七尾百合子（伊藤美来）、高山紗代子（駒形友梨）、松田亜利沙（村川梨衣）、高坂海美（上田麗奈）、中谷育（原嶋あかり）、天空橋朋花（小岩井ことり）、エミリー スチュアート（郁原ゆう）、北沢志保（雨宮天）、舞浜歩（戸田めぐみ）、木下ひなた（田村奈央）、矢吹可奈（木戸衣吹）、横山奈緒（渡部優衣）、二階堂千鶴（野村香菜子）、馬場このみ（髙橋ミナミ）、大神環（稲川英里）、豊川風花（末柄里恵）、宮尾美也（桐谷蝶々）、福田のり子（浜崎奈々）、真壁瑞希（阿部里果）、篠宮可憐（近藤唯）、百瀬莉緒（山口立花子）、永吉昴（斉藤佑圭）、北上麗花（平山笑美）、周防桃子（渡部恵子）、ジュリア（愛美）、白石紬（南早紀）、桜守歌織（香里有佐）
7. 1 2 3 4 5 6 7 8 9 10  天海春香（中村繪里子）、如月千早（今井麻美）、星井美希（長谷川明子）、萩原雪歩（浅倉杏美）、高槻やよい（仁後真耶子）、菊地真（平田宏美）、水瀬伊織（釘宮理恵）、四条貴音（原由実）、秋月律子（若林直美）、三浦あずさ（たかはし智秋）、双海亜美 / 真美（下田麻美）、我那覇響（沼倉愛美）、春日未来（山崎はるか）、最上静香（田所あずさ）、伊吹翼（Machico）、田中琴葉（種田梨沙）、島原エレナ（角元明日香）、佐竹美奈子（大関英里）、所恵美（藤井ゆきよ）、徳川まつり（諏訪彩花）、箱崎星梨花（麻倉もも）、野々原茜（小笠原早紀）、望月杏奈（夏川椎菜）、ロコ（中村温姫）、七尾百合子（伊藤美来）、高山紗代子（駒形友梨）、松田亜利沙（村川梨衣）、高坂海美（上田麗奈）、中谷育（原嶋あかり）、天空橋朋花（小岩井ことり）、エミリー スチュアート（郁原ゆう）、北沢志保（雨宮天）、舞浜歩（戸田めぐみ）、木下ひなた（田村奈央）、矢吹可奈（木戸衣吹）、横山奈緒（渡部優衣）、二階堂千鶴（野村香菜子）、馬場このみ（髙橋ミナミ）、大神環（稲川英里）、豊川風花（末柄里恵）、宮尾美也（桐谷蝶々）、福田のり子（浜崎奈々）、真壁瑞希（阿部里果）、篠宮可憐（近藤唯）、百瀬莉緒（山口立花子）、永吉昴（斉藤佑圭）、北上麗花（平山笑美）、周防桃子（渡部恵子）、ジュリア（愛美）、白石紬（南早紀）、桜守歌織（香里有佐）
8. 1 2  如月千早（今井麻美）、秋月律子（若林直美）、四条貴音（原由実）、水瀬伊織（釘宮理恵）、最上静香（田所あずさ）、北沢志保（雨宮天）、ジュリア（愛美）、白石紬（南早紀）、周防桃子（渡部恵子）、天空橋朋花（小岩井ことり）、所恵美（藤井ゆきよ）、永吉昴（斉藤佑圭）、二階堂千鶴（野村香菜子）、舞浜歩（戸田めぐみ）、真壁瑞希（阿部里果）、百瀬莉緒（山口立花子）、ロコ（中村温姫）
9. ↑  ロコ（中村温姫）、舞浜歩（戸田めぐみ）、永吉昴（斉藤佑圭）、周防桃子（渡部恵子）
10. ↑  七尾百合子（伊藤美来）、永吉昴（斉藤佑圭）、真壁瑞希（阿部里果）、望月杏奈（夏川椎菜）、ロコ（中村温姫）
11. 1 2  最上静香（田所あずさ）、北沢志保（雨宮天）、ジュリア（愛美）、白石紬（南早紀）、周防桃子（渡部恵子）、天空橋朋花（小岩井ことり）、所恵美（藤井ゆきよ）、永吉昴（斉藤佑圭）、二階堂千鶴（野村香菜子）、舞浜歩（戸田めぐみ）、真壁瑞希（阿部里果）、百瀬莉緒（山口立花子）、ロコ（中村温姫）
12. ↑  箱崎星梨花（麻倉もも）、三浦あずさ（たかはし智秋）、高坂海美（上田麗奈）、ロコ（中村温姫）、菊地 真（平田宏美）、二階堂千鶴（野村香菜子）、島原エレナ（角元明日香）、真壁瑞希（阿部里果）、横山奈緒（渡部優衣）、馬場このみ（髙橋ミナミ）、秋月律子（若林直美）、大神 環（稲川英里）、木下ひなた（田村奈央）
13. ↑  天海春香（中村繪里子）、如月千早（今井麻美）、星井美希（長谷川明子）、萩原雪歩（浅倉杏美）、高槻やよい（仁後真耶子）、菊地真（平田宏美）、水瀬伊織（釘宮理恵）、四条貴音（原由実）、秋月律子（若林直美）、三浦あずさ（たかはし智秋）、双海亜美 / 真美（下田麻美）、我那覇響（沼倉愛美）、春日未来（山崎はるか）、最上静香（田所あずさ）、伊吹翼（Machico）、田中琴葉（種田梨沙）、島原エレナ（角元明日香）、佐竹美奈子（大関英里）、所恵美（藤井ゆきよ）、徳川まつり（諏訪彩花）、箱崎星梨花（麻倉もも）、野々原茜（小笠原早紀）、望月杏奈（夏川椎菜）、ロコ（中村温姫）、七尾百合子（伊藤美来）、高山紗代子（駒形友梨）、松田亜利沙（村川梨衣）、高坂海美（上田麗奈）、中谷育（原嶋あかり）、天空橋朋花（小岩井ことり）、エミリー スチュアート（郁原ゆう）、北沢志保（雨宮天）、舞浜歩（戸田めぐみ）、矢吹可奈（木戸衣吹）、横山奈緒（渡部優衣）、二階堂千鶴（野村香菜子）、馬場このみ（髙橋ミナミ）、大神環（稲川英里）、豊川風花（末柄里恵）、宮尾美也（桐谷蝶々）、福田のり子（浜崎奈々）、真壁瑞希（阿部里果）、篠宮可憐（近藤唯）、百瀬莉緒（山口立花子）、永吉昴（斉藤佑圭）、北上麗花（平山笑美）、周防桃子（渡部恵子）、ジュリア（愛美）、白石紬（南早紀）、桜守歌織（香里有佐）
14. ↑  伊吹翼（Machico）、エミリー スチュアート（郁原ゆう）、木下ひなた（田村奈央）、佐竹美奈子（大関英里）、島原エレナ（角元明日香）、中谷育（原嶋あかり）、福田のり子（浜崎奈々）、望月杏奈（夏川椎菜）、百瀬莉緒（山口立花子）、矢吹可奈（木戸衣吹）、横山奈緒（渡部優衣）、ロコ（中村温姫）、桜守歌織（香里有佐）
15. 1 2  春日未来（山崎はるか）、最上静香（田所あずさ）、伊吹翼（Machico）、田中琴葉（種田梨沙）、島原エレナ（角元明日香）、佐竹美奈子（大関英里）、所恵美（藤井ゆきよ）、徳川まつり（諏訪彩花）、箱崎星梨花（麻倉もも）、野々原茜（小笠原早紀）、望月杏奈（夏川椎菜）、ロコ（中村温姫）、七尾百合子（伊藤美来）、高山紗代子（駒形友梨）、松田亜利沙（村川梨衣）、高坂海美（上田麗奈）、中谷育（原嶋あかり）、天空橋朋花（小岩井ことり）、エミリー スチュアート（郁原ゆう）、北沢志保（雨宮天）、舞浜歩（戸田めぐみ）、木下ひなた（田村奈央）、矢吹可奈（木戸衣吹）、横山奈緒（渡部優衣）、二階堂千鶴（野村香菜子）、馬場このみ（髙橋ミナミ）、大神環（稲川英里）、豊川風花（末柄里恵）、宮尾美也（桐谷蝶々）、福田のり子（浜崎奈々）、真壁瑞希（阿部里果）、篠宮可憐（近藤唯）、百瀬莉緒（山口立花子）、永吉昴（斉藤佑圭）、北上麗花（平山笑美）、周防桃子（渡部恵子）、ジュリア（愛美）、白石紬（南早紀）、桜守歌織（香里有佐）
16. 1 2  馬場このみ（髙橋ミナミ）、周防桃子（渡部恵子）、二階堂千鶴（野村香菜子）、松田亜利沙（村川梨衣）、横山奈緒（渡部優衣）、ロコ（中村温姫）
17. ↑  秋元瑞貴、阿部玲子、石垣奈津美、石川詩乃、内田愛美、大木美和、加藤祐梨、北澤綾香、黒木美咲、雑賀優、坂口愛佳、紗上唄菜、坂本麻美、阪本智美、桜木アミサ、笹本菜津枝、篠永百合、瀬川恵理、竹内麻沙美、谷邊由美、田村奈央、辻綾乃、富永佳恵、中牟田理恵、中村温姫、沼裕華、中芝文香、萩乃水城、濱谷夏帆、三上梨絵、森島亜梨紗、吉田紗和子、羅弘美